# دروغ اول آوریل (فیلم ۲۰۱۰)
«دروغ اول آوریل» (انگلیسی: April Fool) فیلمی در ژانر کمدی است که در سال ۲۰۱۰ منتشر شد.